# Fāmenīn (kommunhuvudort i Iran)
Fāmenīn (persiska: فامنين, فَمينين) är en kommunhuvudort i Iran.   Den ligger i provinsen Hamadan, i den nordvästra delen av landet, 230 km väster om huvudstaden Teheran. Fāmenīn ligger 1 638 meter över havet och antalet invånare är 14 019.
Terrängen runt Fāmenīn är en högslätt, och sluttar söderut.Runt Fāmenīn är det ganska tätbefolkat, med 199 invånare per kvadratkilometer. Fāmenīn är det största samhället i trakten. Trakten runt Fāmenīn består till största delen av jordbruksmark.